# Musti Viktor
Musti Viktor (Szalárd, 1917 – Peszki, [?]Voronyezsi terület, 1943. január 20.) szobrász, éremművész.
Édesanyja Musti Aranka volt. Az Országos Magyar Iparművészeti Iskola díszítőszobrász szakán Ohmann Bélánál tanult.
Néhány évnyi alkotópálya után, a Magyar 2. hadsereg katonájaként, szájlövés következtében esett el a Don-kanyarban. Posztumusz Magyar Nagy Ezüst Vitézségi Éremmel tüntették ki. (Sírja a II. Magyar Központi Katonai Temetőben található Rudkino falu mellett, a Voronyezsi területen.)
Kevés fennmaradt műve közé tartozik a szeghalmi Péter András Gimnázium kollégiumának homlokzatát ékesítő szarvas dombormű, továbbá Péter Andrást megjelenítő mellszobor az iskola épületében. (A szeghalmi diákok évről évre megkoszorúzzák a település földbirtokosának szobrát, ezzel a régi tradícióval hódolva jótevőjük előtt.) Több síremléke megtalálható a budapesti Farkasréti temetőben. Aukciókon érmei is előfordulnak (Paulini Béla, 1940; Szent László Hét Nagyváradon – 1942. május 3–10, 1942).
Ismert volt vitorlázóként is, saját hajóval is rendelkezett.
Tragikus sorsa ellenére tehetségét kamatoztatta és nyomot hagyott az utókor számára munkásságával.